# 直木三十五
直木三十五（日语：／ Naoki Sanjūgo，1891年2月12日—1934年2月24日），日本小說作家、編劇、導演，本名植村宗一，「直木三十五」是他的筆名。他是大正與昭和時期著名的小說家。

## 早年生活
植村宗一於1891年（明治24年）2月12日，出生在大阪府中央區。他曾在東京的早稻田大學就讀，學習英國文學，但是沒有畢業。他最早是從事出版業，但卻因1923年的關東大地震中斷，隨即返回大阪。 

## 筆名
植村宗一以「直木三十五」為筆名，其中「直木」即是他本名姓氏中的「植」，「三十五」則是他的年齡。他在31歲時在《時事新報》上開始發表文學評論時，就以「直木三十一」作為筆名。32歲與33歲時分別使用「直木三十二」與「直木三十三」當作筆名。當34歲時，他本人在寫作時是使用「直木三十四」當作筆名，可是編輯則因為「四」是在日本是不吉祥的數字而改為「直木三十五」，之後就一直沒有改變。
他也曾用過「竹林賢七」當做筆名。

## 文學生涯
他在大阪開始的第一份工作是在文學雜誌《玄人》（Kuraku）擔任編輯，並同時書寫小說。雖然他也對當時是最新潮流的電影有相當大的興趣而寫了許多電影劇本當作嘗試，但是這些劇本卻沒有被任何電影公司接受。1927年，他搬回東京來尋求更多的發展機會。他在文學雜誌文藝春秋出版社獲得一個職位，他在這裡藉由寫辛辣的文學批評而累積名望。因為這些評論夾雜對於作者的醜聞八卦，所以使許多同時代的作家感到相當生氣。
1929年，他完成了一部歷史小說《由比根元大殺記》，這部小說最早是於週刊上連載。另一部關於西南事變的歷史小說《南國太平記》在隔年的報紙連載。這兩本書的成功使得他成為暢銷小說的作家。
像他的歷史小說《荒木又右衛門》與《伊豆行狀記》（Odoriko Gyojoki）那樣，直木三十五寫了許多歷史人物的傳記小說，這些人物包括楠木正成、足利尊氏與源義經。他也有寫當代的社會小說，如《日本の戦慄》、《光：罪とともみ》（Hikari: Tsumi to Tomoni）等等。他的歷史小說《黄門廻国記》是後來長期放映的電視劇《水戶黃門》的原作，這部電視劇至今天依然很受歡迎，而且也為劇中人物德川光圀創造了民間英雄的形象。

## 遺產
直木三十五於1934年（昭和10年）2月24日因為日本腦炎死於日本東京，享年43歲。他的墓地位於橫濱市金澤區的長生寺。 
死後次年，即1935年，由文藝春秋出版社主席菊池寬成立直木賞，以示紀念。這個獎與另一個知名的芥川賞不太相同，芥川賞以鼓勵新人作家為宗旨，直木賞則是給予已出書的大眾文學作家一項榮譽的肯定。這兩個獎都是日本重要的文學獎項。
大阪也建立直木三十五紀念館來紀念他。

## 參照
- 直木賞
- 日本文學
- 日本作家列表

## 外部連結
- 直木三十五：作家別作品リスト - 青空文庫（日語）
- （日語）直木三十五紀念館（位於大阪）
- （英文）直木三十五在互联网电影资料库（IMDb）上的資料（英文）
- （英文）鎌倉市關於直木三十五的介紹